# Un ballo in maschera

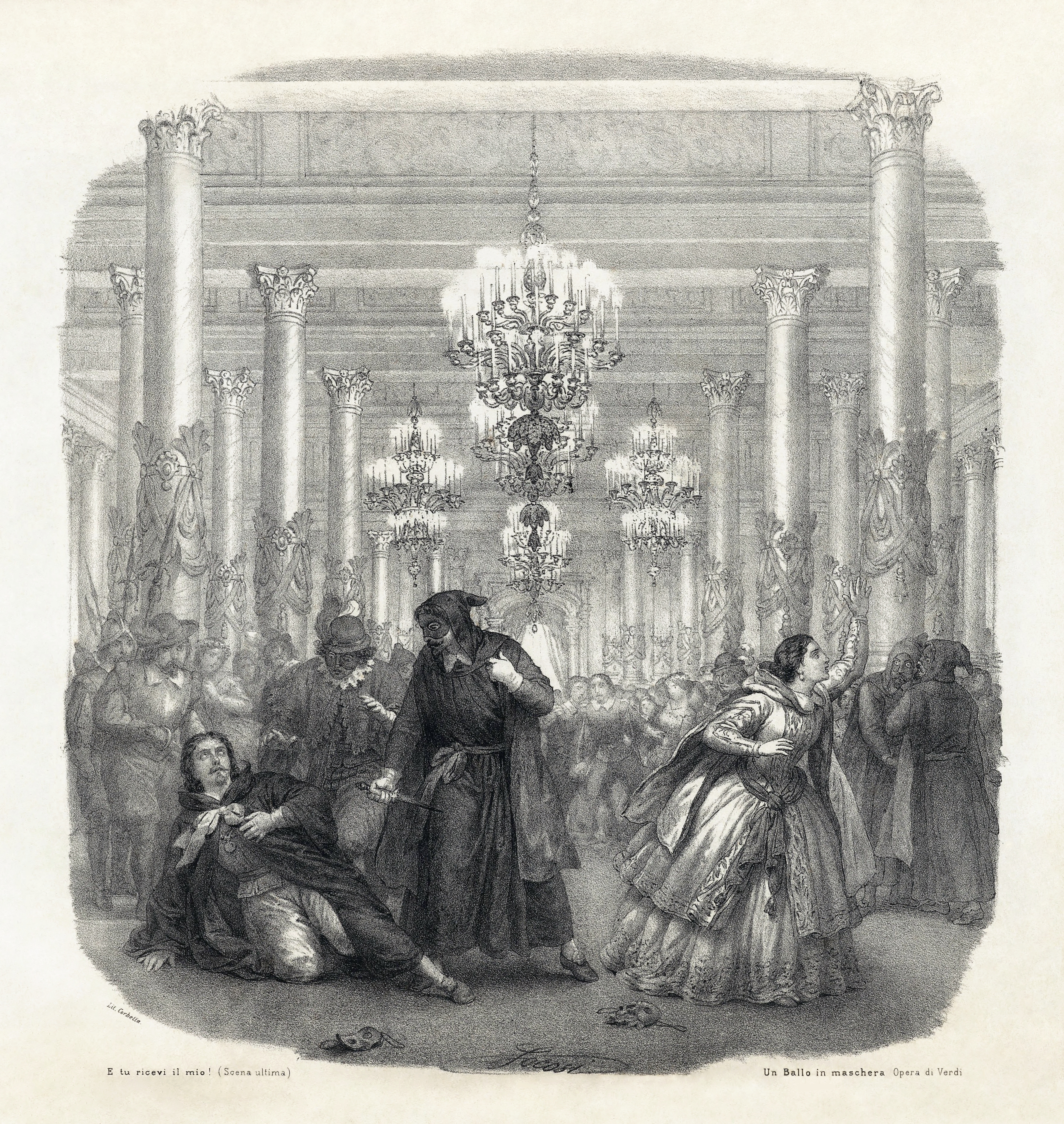
Un ballo in maschera (slotscène).

Un ballo in maschera (Een gemaskerd bal) is een opera in drie bedrijven van Giuseppe Verdi op een Italiaans libretto van Antonio Somma. De première vond plaats in het Teatro Apollo in Rome op 17 februari 1859.
De opera is gebaseerd op de moord op koning Gustaaf III van Zweden, maar is vanuit historisch oogpunt gezien niet geheel accuraat. Tijdens de compositie werd Verdi door censuur van regeringswege nadrukkelijk verzocht wijzigingen aan te brengen vanwege het politiek gevoelige karakter ervan.
Ondanks het tragische einde heeft Un ballo in maschera vele briljante momenten en de nodige ironie die met een komedie geassocieerd worden – een mengeling waardoor de critici het nogal eens "Shakespeareaans" plegen te noemen.

## Oorsprong van de opera: censuur en stellingname
In 1792 werd de koning van Zweden, Gustaaf III als gevolg van een politieke samenzwering vermoord. Hij werd neergeschoten en stierf dertien dagen later aan zijn verwondingen. Het is deze geschiedenis waar Verdi’s Gemaskerd Bal grofweg op gebaseerd is; maar zoals altijd komt er ook hier weinig van het verhaal in de opera van Verdi overeen met de historische werkelijkheid.
In 1833 schreef de Fransman Eugène Scribe een toneelstuk over dit gegeven dat hij de naam gaf Gustave III. Hij behield de oorspronkelijke namen van sommige van de betrokkenen, de samenzwering en de moord op het gemaskerd bal. De rest van het toneelstuk – de romance, de waarzegster en de voorspelling e.d.— zijn vondsten van Scribe; zijn toneelstuk is dan ook de bron van het verhaal dat Verdi gebruikte voor zijn opera.
Het toneelstuk van Scribe was algemeen bekend en is ook gebruikt door andere componisten, waaronder Auber, als de basis voor een opera. De toezichthouders van de censuur waren echter uiterst voorzichtig, aangezien het hier ging over de recente moord op een Europese koning. De toezichthouders van de Italiaanse regering in Napels waar de opera van Verdi zou worden uitgevoerd eisten verregaande veranderingen, en uiteindelijk meer dan Verdi wilde maken. Hij verbrak daarom zijn contract, waarop het management van het Teatro San Carlo prompt een proces tegen hem aanspande, waarop Verdi een tegenclaim indiende tegen het theater voor geleden schade; uiteindelijk eindigde de juridische strijd omdat het theater zijn beschuldigingen introk, en Verdi de vrijheid kreeg om de opera aan te bieden aan de Opera van Rome.
Maar ook de censors van Rome wilden de nodige veranderingen aanbrengen. Uiteindelijk kwam Verdi met de toezichthouders overeen dat de opera zich buiten Europa zou afspelen, en de hoofdpersoon geen koning zou zijn, maar een koloniale gouverneur. Dat verklaart waarom de opera zich afspeelt in Boston, gedurende de periode dat de Britten er het bewind voerden, en de hoofdpersoon de Graaf van Warwick werd.
In de 20ste eeuw werd bij veel uitvoeringen de originele Zweedse plaats van handeling en de oorspronkelijke namen van de personages weer ingevoerd.

## Rolverdeling
- Riccardo, de graaf van Warwick en gouverneur van Boston (ofwel Gustavo, de koning van Zweden) - tenor
- Amelia, echtgenote van Renato, verliefd op Riccardo - sopraan
- Renato (of Graaf Anckarström), echtgenoot van Amelia en de secretaris van Riccardo - bariton
- Oscar, een page - sopraan
- Ulrica (of Madame Arvidson), een waarzegster - alt
- Een rechter - tenor
- Silvano (of Cristiano) - bas
- Amelia's bediende - tenor
- Samuel (of Graaf Ribbing) - bas
- Tom (of Graaf Horn) - bas

## Synopsis
Plaats van handeling: Zweden, of Boston, Massachusetts.
Tijd: 1792, of Boston: het einde van de 18e eeuw.

### Eerste bedrijf
Scène 1: Een audiëntie in het paleis van Riccardo, bijgewoond door zijn supporters, maar ook zijn vijanden, die hopen op zijn ondergang
Riccardo bekijkt de gastenlijst van het komende gemaskerde bal. Hij is verheugd de namen van een aantal vrouwen die hij liefheeft tegen te komen – zoals Amelia, de vrouw van zijn vriend en adviseur, Renato. Renato komt binnen, en probeert Riccardo te waarschuwen voor de samenzweringen die er tegen hem gaande zijn, maar Riccardo weigert naar zijn wijze woorden te luisteren.
Riccardo krijgt een klacht tegen de waarzegster Ulrica voorgelegd, waarin zij beschuldigd wordt van hekserij. Een magistraat verlangt dat zij verbannen wordt, maar de page Oscar verdedigt haar. Riccardo besluit de zaak hoogst persoonlijk te onderzoeken en zegt tegen de leden van het hof dat ze zich moeten vermommen om later die dag samen met hem naar Ulrica’s woning te gaan.
Scène 2: Ulrica’s woning
Riccardo komt, vermomd als visser, voor de anderen aan bij Ulrica’s woning; hij ziet daar net dat Amelia aankomt om Ulrica te raadplegen en hij verstopt zich om toe te kijken. Amelia bekent aan Ulrica dat ze gekweld wordt door haar gevoelens voor Riccardo, en vraagt Ulrica hoe ze hiermee om moet gaan. Die zegt haar bepaalde kruiden met magische krachten te verzamelen. Riccardo besluit dat hij zal zorgen in de buurt te zijn als ze dit heeft gedaan. Amelia vertrekt.
Nu Amelia weg is gaat Riccardo in het bijzijn van de leden van het hof naar Ulrica om haar zijn toekomst te laten voorspellen. Ulrica onthult dat hij vermoord zal worden door de eerstvolgende man die hem de hand zal schudden. Lachend wijst hij haar voorspelling af als onzin en biedt zijn hand aan aan de leden van het hof, die allen weigeren die aan te nemen. Dan verschijnt Renato en deze schudt Riccardo de hand, waarop die zijn ware identiteit onthult. Hij wordt toegejuicht door de aanwezigen.

### Tweede bedrijf
Bij de galgen aan de rand van de stad, om middernacht
Amelia, die haar angsten bedwongen heeft is naar deze plaats gekomen om haar kruiden te plukken, zoals Ulrica haar gezegd heeft. Ze is verrast Riccardo hier aan te treffen, en ze verklaren elkaar de liefde.
Dan arriveert onverwacht Renato en Amelia verbergt haar gezicht met haar sluier voordat hij haar kan herkennen. Renato vertelt Riccardo dat samenzweerders hem volgen en dat zijn leven in gevaar is. Riccardo vertrekt, maar niet zonder Renato te beloven de gesluierde vrouw veilig naar de stad terug te brengen, zonder haar identiteit te onthullen.
Wanneer de samenzweerders arriveren confronteren zij Renato met wat er gaande is. In de consternatie valt de sluier van Amelia’s gezicht. Omdat zij niets gezegd hebben komt Renato tot de conclusie dat de twee overspel gepleegd hebben. Hij vraagt de twee leiders van het complot, Samuel en Tom, hem de volgende dag te ontmoeten.

### Derde bedrijf
Scène 1: Renato’s huis
Renato heeft zich voorgenomen Amelia te vermoorden als wraak voor de schande waarmee zij hem overladen heeft. Zij houdt vol dat ze onschuldig is en vraagt haar zoon een laatste maal te mogen zien. Renato geeft toe en verklaart dat Riccardo degene is die verdient sterven, in plaats van Amelia.
Dan komen Samuel en Tom aan en Renato vraagt hen deel te nemen aan het complot om Riccardo te vermoorden; hij laat zijn zoon bij hen achter als bewijs van zijn oprechtheid. Zij trekken strootjes om te beslissen wie Riccardo zal vermoorden. Het is Amelia die de naam van de winnaar moet trekken – Renato.
De page Oscar komt aan met de uitnodigingen voor het gemaskerde bal; Samuel, Tom en Renato komen overeen dat dit de plaats zal zijn waar zij hun daad zullen voltrekken.
Scène 2: Het bal
Riccardo, verscheurd tussen liefde en plicht, heeft besloten afstand te doen van zijn geliefde Amelia en haar en Renato terug te sturen naar Engeland.
Op het bal probeert Renato er bij Oscar achter te komen wat het kostuum is dat Riccardo draagt. Eerst weigert Oscar het hem te vertellen, maar uiteindelijk antwoordt hij: een zwarte mantel met een rood lint. Riccardo is er ondertussen in geslaagd te ontdekken wie Amelia is en brengt haar op de hoogte van zijn besluit. Terwijl zij afscheid nemen van elkaar steekt Renato Riccardo neer. De gewonde Riccardo onthult dat hoewel hij Amelia liefheeft zij nooit haar huwelijksband met Renato verbroken heeft. Hij vergeeft de samenzweerders, neemt afscheid van zijn vrienden en zijn land en sterft.

## Belangrijke aria’s
- "La rivedrà nell'estasi" - Riccardo in het eerste bedrijf, scène 1
- "Alla vita che t'arride" - Renato in het eerste bedrijf, scène 1
- "Volta la terrea" - Oscar in het eerste bedrijf, scène 1
- "Re dell'abisso, affrettati" - Ulrica in het eerste bedrijf, scène 2
- "Di' tu se fedele" - Riccardo in het eerste bedrijf, scène 2
- "Ma dall'arido stelo divulsa" - Amelia in het tweede bedrijf
- "Morrò, ma prima in grazia" - Amelia in het derde bedrijf, scène 1
- "Eri tu che macchiavi quell'anima" - Renato in het derde bedrijf, scène 1
- "Ma se m'è forza perderti" - Riccardo in het derde bedrijf, scène 2
- "Saper vorreste" - Oscar in het derde bedrijf, scène 13

## Geselecteerde opnamen
| Jaar | Rolverdeling (Riccardo, Amelia, Renato, Oscar, Ulrica)                                | Dirigent, operagezelschap en orkest                                      | Label                              |
| ---- | ------------------------------------------------------------------------------------- | ------------------------------------------------------------------------ | ---------------------------------- |
| 1961 | Carlo Bergonzi, Birgit Nilsson, Cornell MacNeil, Sylvia Stahlman, Giulietta Simionato | Georg Solti, koor en orkest van de Accademia di Santa Cecilia            | Audio CD: Decca Records            |
| 1966 | Carlo Bergonzi, Leontyne Price, Robert Merrill, Reri Grist, Shirley Verrett           | Erich Leinsdorf, koor en orkest van de RCA Italiana Opera                | Audio CD: RCA Victor               |
| 1975 | Plácido Domingo, Katia Ricciarelli, Piero Cappuccilli, Reri Grist                     | Claudio Abbado, koor en orkest van het Royal Opera House, Covent Garden  | DVD: Kultur Video ASIN: B0000640T9 |
| 1979 | José Carreras, Montserrat Caballé, Ingvar Wixell, Sona Ghazarian, Patricia Payne      | Sir Colin Davis, koor en orkest van het Royal Opera House, Covent Garden | Audio CD: Philips Cat: 426 560-2   |
| 1990 | Plácido Domingo, Josephine Barstow, Leo Nucci, Sumi Jo                                | Georg Solti, koor van de Weense Staatsopera en de Wiener Philharmoniker  | TDK Video Cat: 8 24121 00109 4     |

Noot: "Cat:" is een afkorting voor catalogusnummer van het label; "ASIN" is een referentienummer van amazon.com.